# 2016
Cette page concerne l'année 2016  du calendrier grégorien.
 (janvier 2025).
2016 est une année bissextile qui commence un vendredi. C'est la 2016e année de notre ère, la 16e du IIIe millénaire et du XXIe siècle et la 7e de la décennie 2010-2019.

## Autres calendriers
L'année 2016 du calendrier grégorien correspond aux dates suivantes :
- Calendrier berbère : 2965 / 2966
- Calendrier chinois : 4713 / 4714 (le Nouvel An chinois 4714 de l'année du singe de feu a lieu le 8 février 2016[1])
- Calendrier hébraïque : 5776 / 5777 (le 1er tishri 5777 a lieu le 3 octobre 2016[2])
- Calendrier hindou : 5117 / 5118
- Calendrier indien : 1937 / 1938 (le 1er chaitra 1938 a lieu le 21 mars 2016[2])
- Calendrier japonais : 28 de l'Ère Heisei (le calendrier japonais utilise les jours grégoriens)
- Calendrier musulman : 1437 / 1438 (le 1er mouharram 1438 a lieu le 3 octobre 2016[2])
- Calendrier persan : 1394 / 1395 (le 1er farvardin 1395 a lieu le 20 mars 2016[2])
- Calendrier républicain : 224 / 225 (le 1er vendémiaire 225 a lieu le 22 septembre 2016[2])
  - Jours juliens : 2 457 388,5 à 2 457 754,5[3],[2]

## Climatologie
2016 est l'année la plus chaude dans le monde depuis le début des relevés (1850). Ce record de chaleur se traduit par une température moyenne de 1,2 °C de plus que la période préindustrielle 1850-1900, devant 2019, 2017, 2015, 2018 et 2014.

## Célébrations
- Année internationale des légumineuses.
- Année sainte : à l'occasion du Jubilé de la Miséricorde décidé par le Pape François.

## Catastrophes
Pour la seule année 2016, il y a eu 327 catastrophes, dont 191 dues à la nature et 136 dues à l'homme ; l'Asie est la région du monde la plus touchée. Ces catastrophes dans le monde ont coûté 175 milliards de dollars.
L’ouragan Matthew a été la catastrophe la plus meurtrière : 700 personnes y ont trouvé la mort, principalement à Haïti. Le séisme qui a frappé l’île japonaise de Kyushu en avril 2016 a occasionné les dommages économiques les plus lourds de cette année-là, estimés entre 25 et 30 milliards de dollars (23 et 27,6 milliards d’euros).

## Chronologie mensuelle

### Janvier
- 1er janvier :

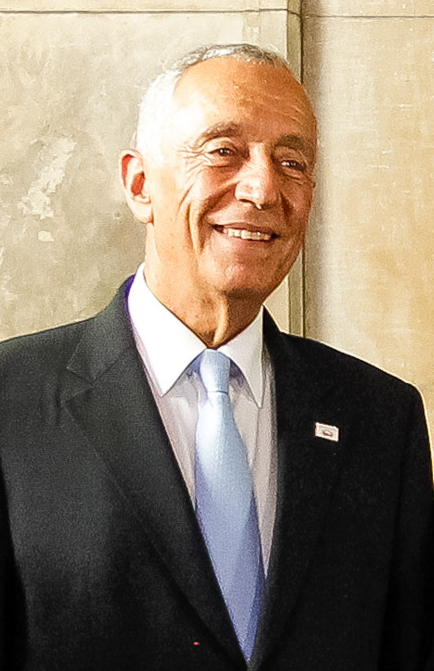
Marcelo Rebelo de Sousa, élu Président de la République portugaise.

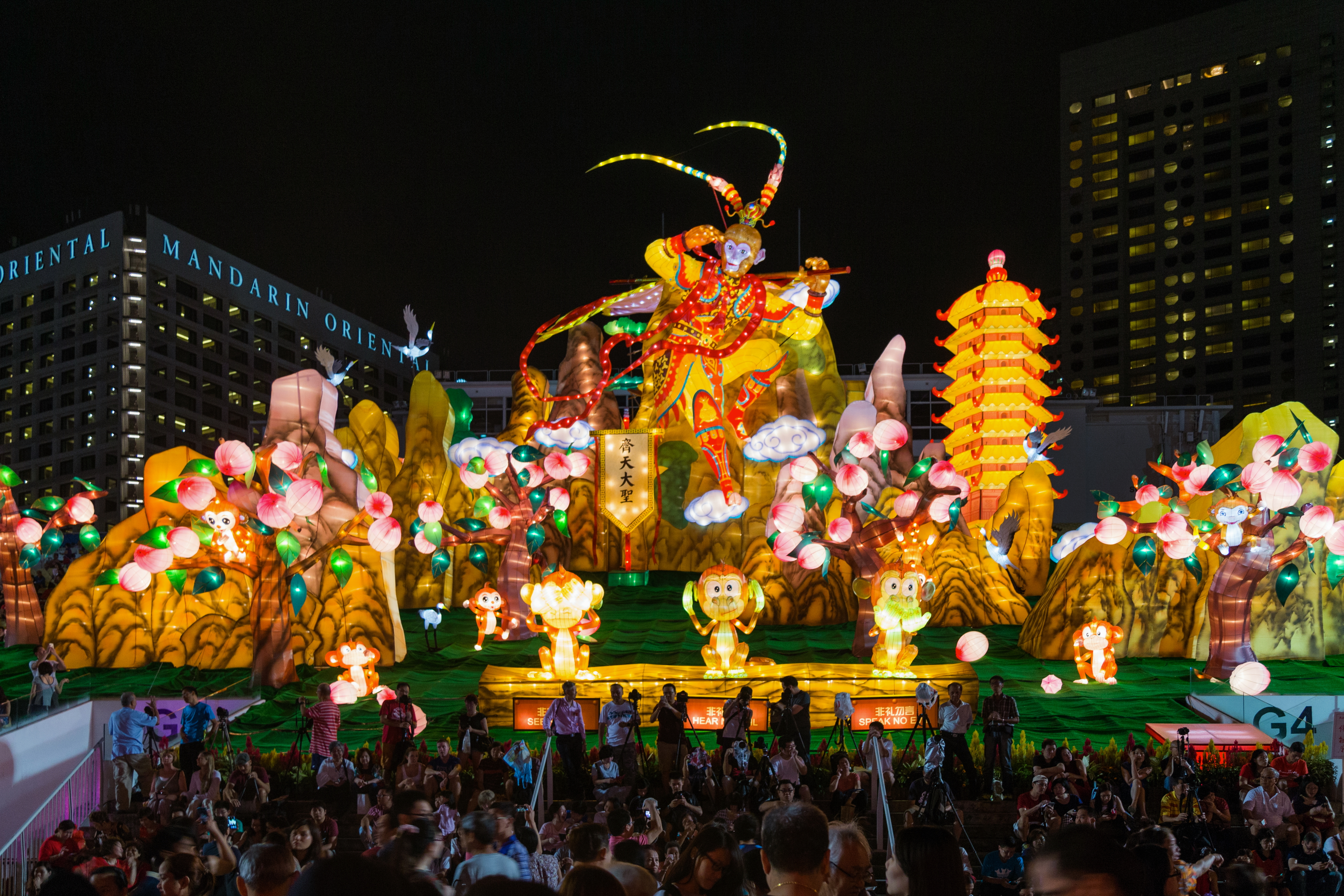
Célébration du Nouvel An chinois à Singapour.

  - Les Pays-Bas prennent la présidence tournante de l'Union européenne, succédant au Luxembourg ;
  - Wrocław et Saint-Sébastien deviennent capitales européennes de la culture.
  - création de la métropole du Grand Paris en France ;
- 2 janvier : attaque contre l'ambassade saoudienne à Téhéran en Iran.
- 6 janvier : essai nucléaire de la Corée du Nord.
- 12 janvier : attentat-suicide à Istanbul en Turquie, attribué à l'état islamique tue au moins dix personnes.
- 14 janvier : attentat à Jakarta en Indonésie.
- 15 janvier : attentats de Ouagadougou au Burkina Faso.
- 16 janvier : élections législatives à Taïwan et élection présidentielle remportée par Tsai Ing-wen.
- 20 janvier : ouverture du 46e Forum économique mondial à Davos en Suisse.
- 24 janvier : élection présidentielle au Portugal, Marcelo Rebelo de Sousa est élu.
- 30 janvier : massacre de Dalori au Nigéria, lors de l'insurrection de Boko Haram ;

### Février
- 3 février : l'armée arabe syrienne, soutenue par des milices chiites, l'Iran et la Russie, brise le siège de Nobl et Zahraa.
- 8 février : nouvel an chinois avec le début de l'année du singe.
- 9 février : le gouvernement irakien reprend totalement Ramadi à l'État islamique.
- 12 au 21 février : jeux olympiques de la jeunesse d'hiver de 2016 à Lillehammer.
- 14 février : élection présidentielle en République centrafricaine (2e tour), Faustin-Archange Touadéra est élu.
- 15 février : en Syrie, les Forces démocratiques syriennes font tomber Tall Rifaat, un des derniers bastions rebelles dans la région d'Alep.
- 17 février : attentat à Ankara en Turquie.
- 18 février : élection présidentielle et élections législatives en Ouganda.
- 21 février :
  - référendum constitutionnel en Bolivie ;
  - élection présidentielle aux Comores (1er tour) ;
  - élection présidentielle au Niger (1er tour).
- 24 février : une grève générale au Maroc, observée par un front de quatre centrales syndicales (UMT, CDT, FDT, UGTM) contre le projet de la réforme [6] du régime des retraites des fonctionnaires.
- 25 février : élections législatives en Jamaïque.
- 26 février :
  - élections législatives et des experts en Iran ;
  - élections générales en Irlande.
  - Gianni Infantino est élu président de la FIFA ;
- 28 février : référendum en Suisse.

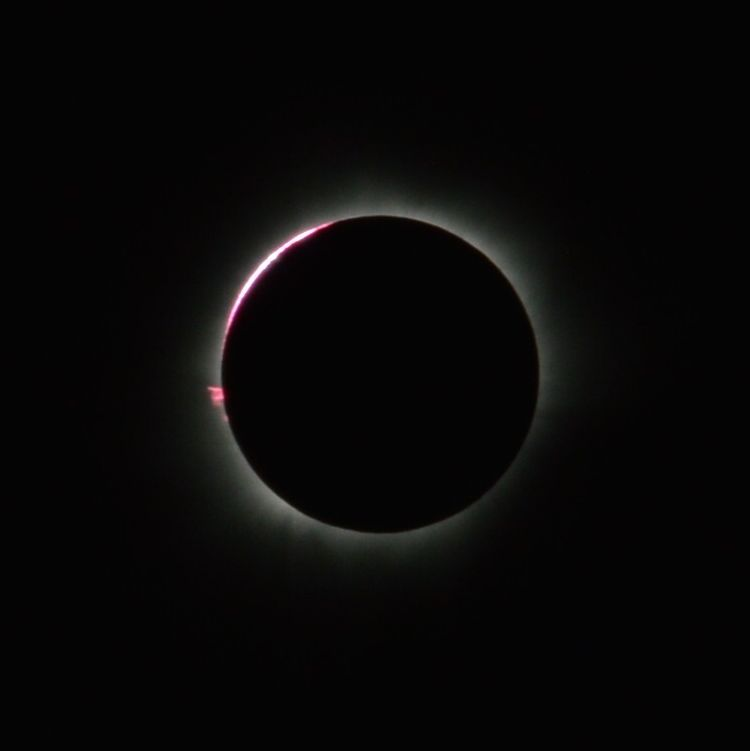
Éclipse solaire du 9 mars 2016, vue depuis Balikpapan (Indonésie).

### Mars

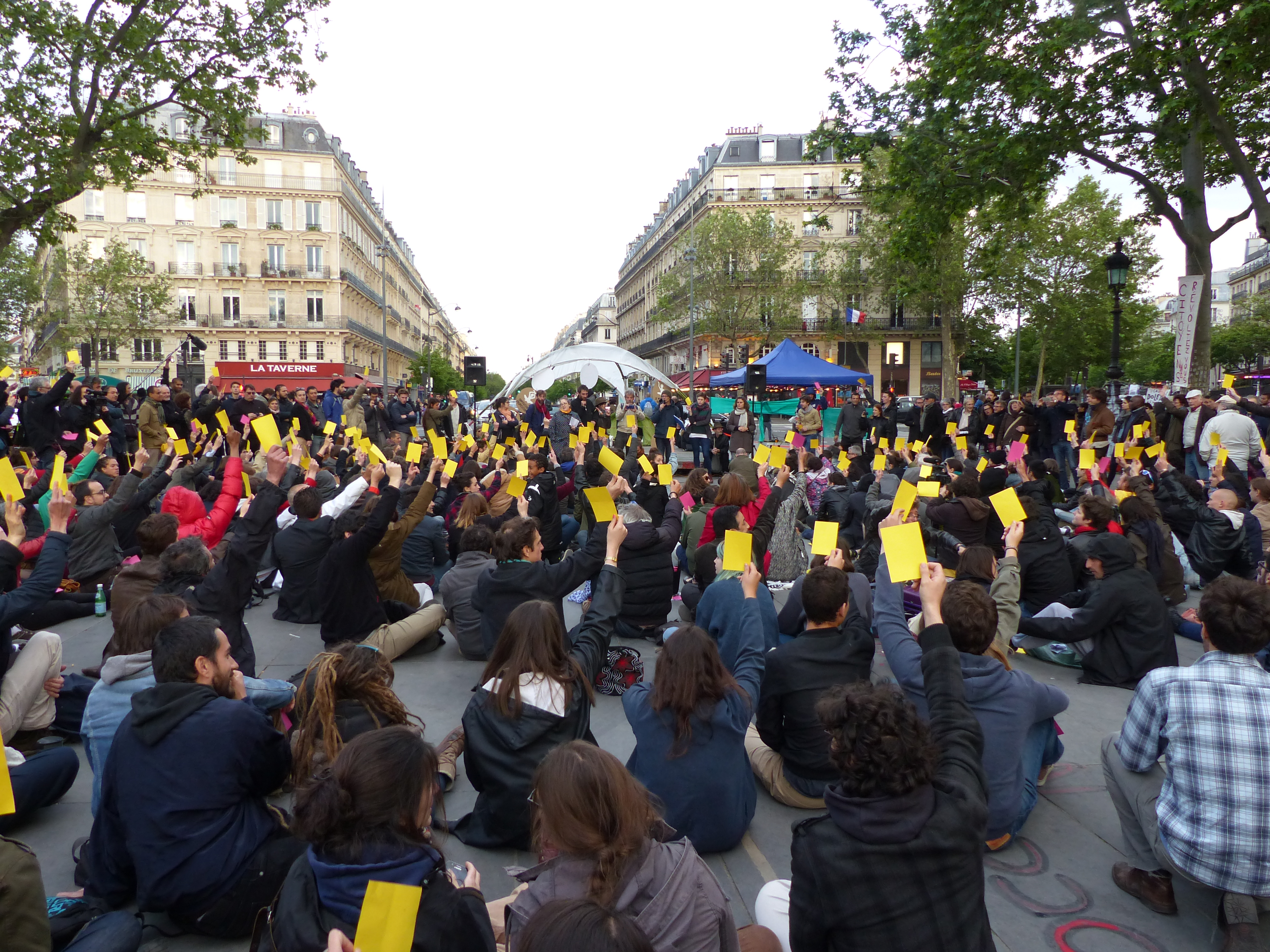
Mouvement Nuit debout à Paris.

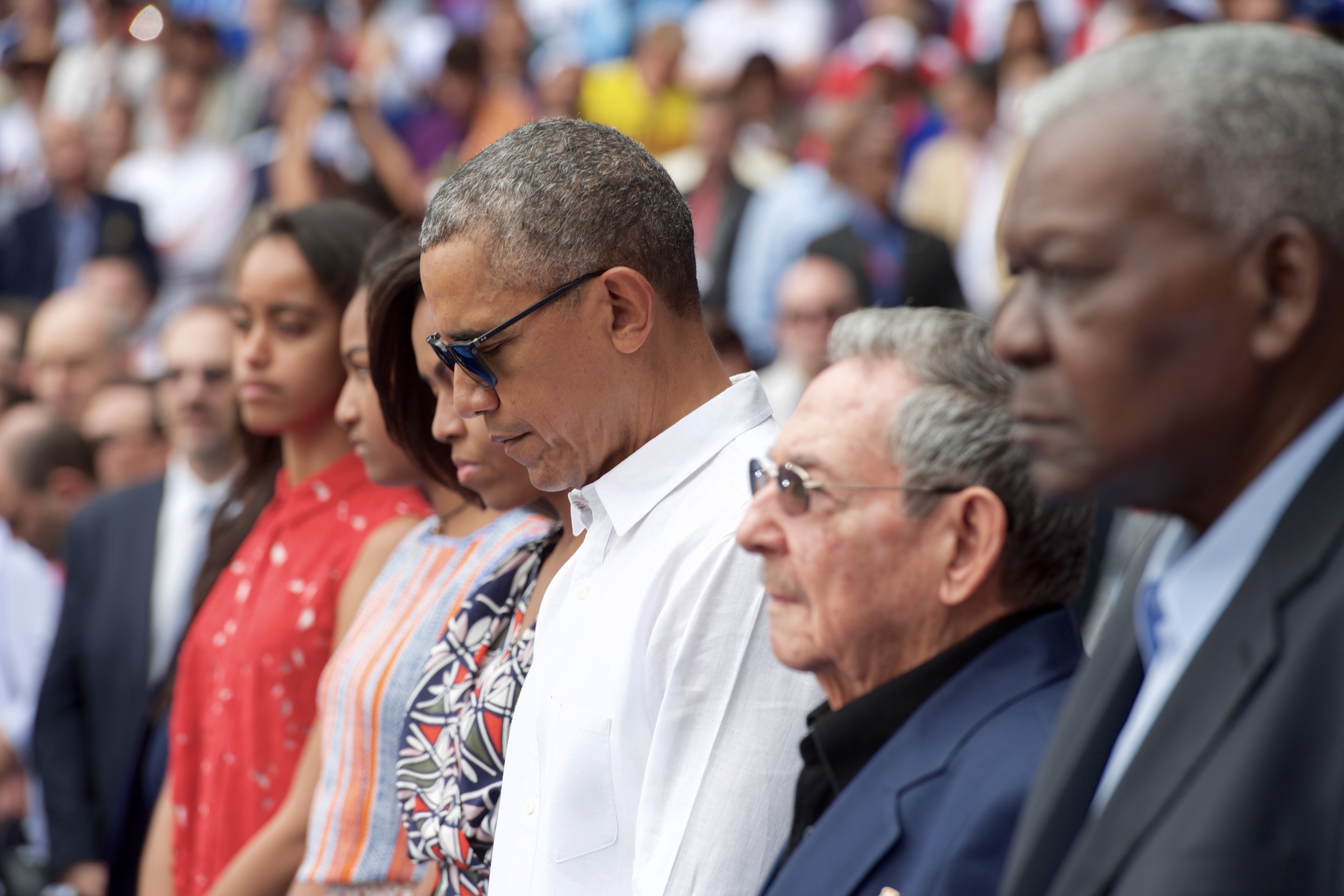
Cérémonie d'hommage aux victimes des attentats du 22 mars 2016 à Bruxelles.

- 4 mars : un attentat contre un hôpital catholique d'Aden (Yémen) fait seize morts, dont quatre sœurs missionnaires de la charité et onze employés.
- 5 mars : élections législatives en Slovaquie.
- 6 mars : premier tour de l'élection présidentielle au Bénin.
- 7 mars : bataille de Ben Gardane en Tunisie.
- 9 mars :
  - éclipse solaire totale visible en Indonésie et en Micronésie.
  - Marcelo Rebelo de Sousa est investi président de la République du Portugal.
- 13 mars : attentat à Grand-Bassam en Côte d'Ivoire[7].
- 15 mars : élection présidentielle (par le parlement) en Birmanie : Htin Kyaw est élu.
- 18 mars : Salah Abdeslam est arrêté lors d'une opération policière à Molenbeek-Saint-Jean en Belgique.
- 19 mars :
  - attentat à Istanbul en Turquie ;
  - le vol 981 Flydubai s'écrase à Rostov-sur-le-Don en Russie.
- 20 mars :
  - second tour de l'élection présidentielle au Bénin, Patrice Talon est élu
  - second tour de l'élection présidentielle au Niger ;
  - Élection présidentielle en République du Congo.
  - élections législatives au Cap-Vert ;
  - référendum constitutionnel au Sénégal.
- 22 mars : attentats à Bruxelles en Belgique.
- 24 mars : Radovan Karadžić, reconnu coupable du génocide de Srebrenica, est condamné à 40 ans de prison par le Tribunal pénal international pour l'ex-Yougoslavie.
- 27 mars :
  - attentat à Lahore au Pakistan ;
  - reprise de Palmyre à l'État islamique par l'armée syrienne.
- 31 mars : début du mouvement nuit debout à République (Paris).

### Avril

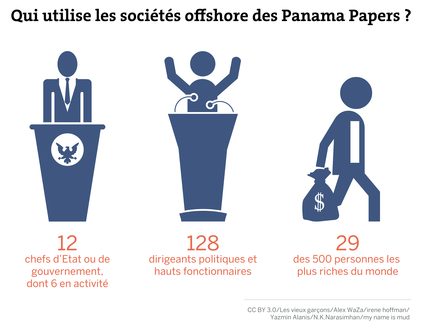
Infographie montrant les personnalités impliquées dans les révélations des Panama Papers.

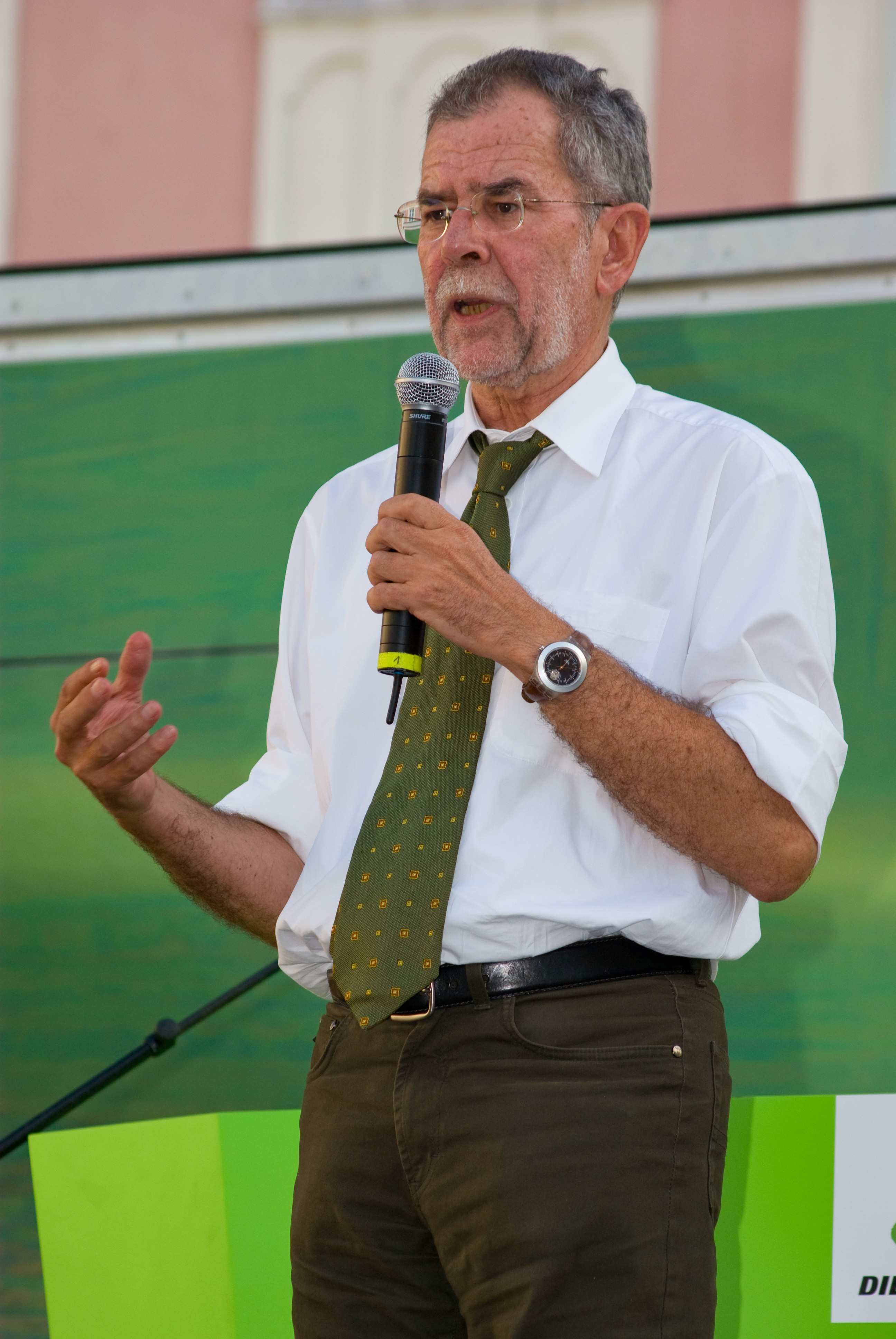
L'écologiste Alexander Van der Bellen, élu Président fédéral d'Autriche.

- 2 avril : des combats opposent les armées de l'Arménie et de l'Azerbaïdjan dans le Haut-Karabagh.
- 3 avril : publication des Panama Papers.
- 6 avril : le « non » l'emporte lors du référendum néerlandais sur l'accord d'association entre l'Ukraine et l'Union européenne.
- 8 avril : élection présidentielle à Djibouti : Ismaïl Omar Guelleh est réélu avec 87 % des voix dès le premier tour.
- 10 avril :
  - élection présidentielle aux Comores (2e tour) : Azali Assoumani est élu;
  - élections générales au Pérou ;
  - élection présidentielle au Tchad.
- 11 au 15 avril : référendum sur le statut administratif du Darfour.
- 13 avril :
  - élections législatives en Corée du Sud ;
  - élections législatives en Syrie.
- Du 14 au 16 avril : une série de séismes touche la région de Kyūshū au Japon
- 16 avril :
  - un séisme de magnitude 7,8 frappe la province d'Esmeraldas en Équateur
  - les députés brésiliens votent la destitution de la présidente brésilienne, Dilma Rousseff.
- 24 avril :
  - élection présidentielle en Autriche (premier tour);
  - élection présidentielle en Guinée équatoriale ;
  - élections législatives en Serbie.
- 26 avril : annonce de la découverte d'un satellite autour de la planète naine (136472) Makémaké.

### Mai

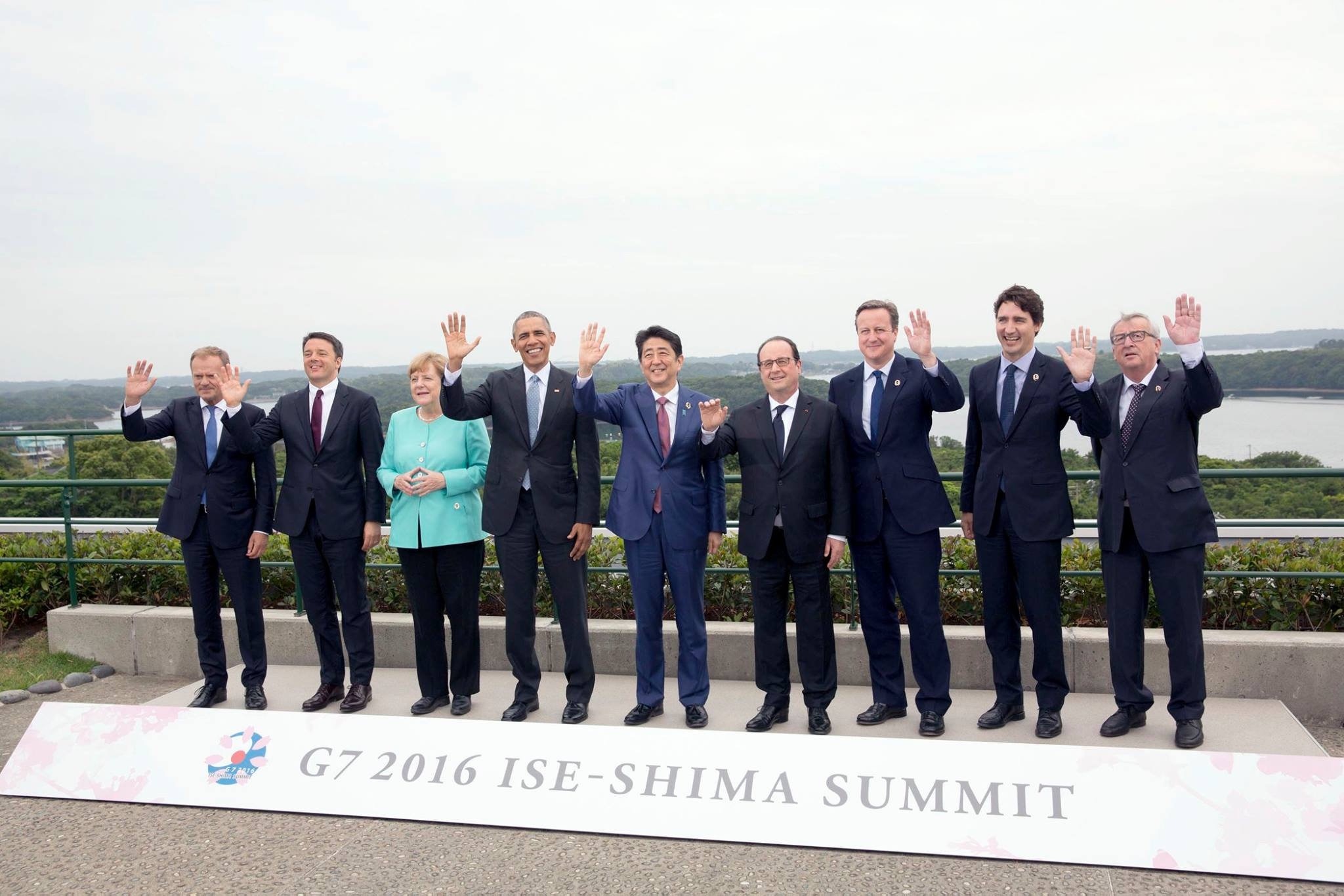
Sommet du G7 à Shima, au Japon.

- 1er mai : début de l'incendie de forêt de Fort McMurray, en Alberta (Canada)
- 5 mai : le travailliste Sadiq Khan, fils d'immigrés pakistanais, est élu maire de Londres et succède au conservateur Boris Johnson.
- 9 mai :
  - transit de Mercure ;
  - élection présidentielle aux Philippines, Rodrigo Duterte est élu.
- 10 mai et 12 mai demi-finales du Concours Eurovision de la chanson 2016 et le 14 mai la finale est remportée par l'Ukraine représentée par Jamala avec la chanson 1944.
- 12 mai : en raison de la suspension de Dilma Rousseff, Michel Temer devient président du Brésil par intérim.
- 15 mai : élection présidentielle et législatives en République dominicaine, Danilo Medina est réélu.
- 19 mai : le vol 804 EgyptAir, en partance de Paris et à destination du Caire, s’abîme en mer Méditerranée.
- 22 mai :
  - élection présidentielle en Autriche (2e tour), Alexander Van der Bellen est élu face à Norbert Hofer (scrutin invalidé par la suite) ;
  - élections législatives à Chypre ;
  - élections législatives au Viêt Nam.
- 24 mai : Binali Yıldırım est nommé Premier ministre de Turquie.
- 26 et 27 mai : 42e sommet du G7 au Japon.
- 29 mai : le cycliste italien Vincenzo Nibali remporte la 99e édition du Tour d’Italie, après avoir remporté l'édition 2013.

### Juin

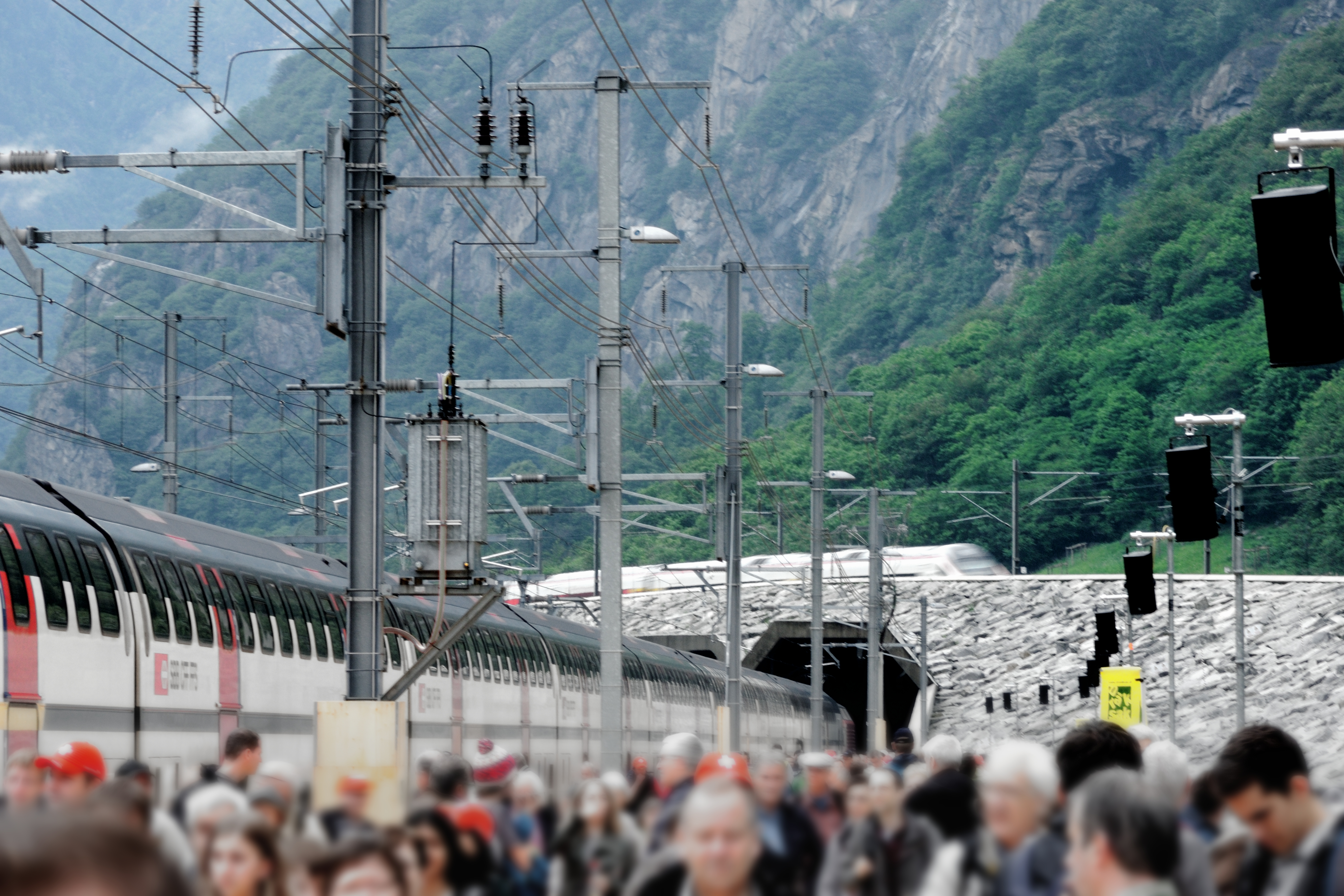
Inauguration du tunnel de base du Saint-Gothard.

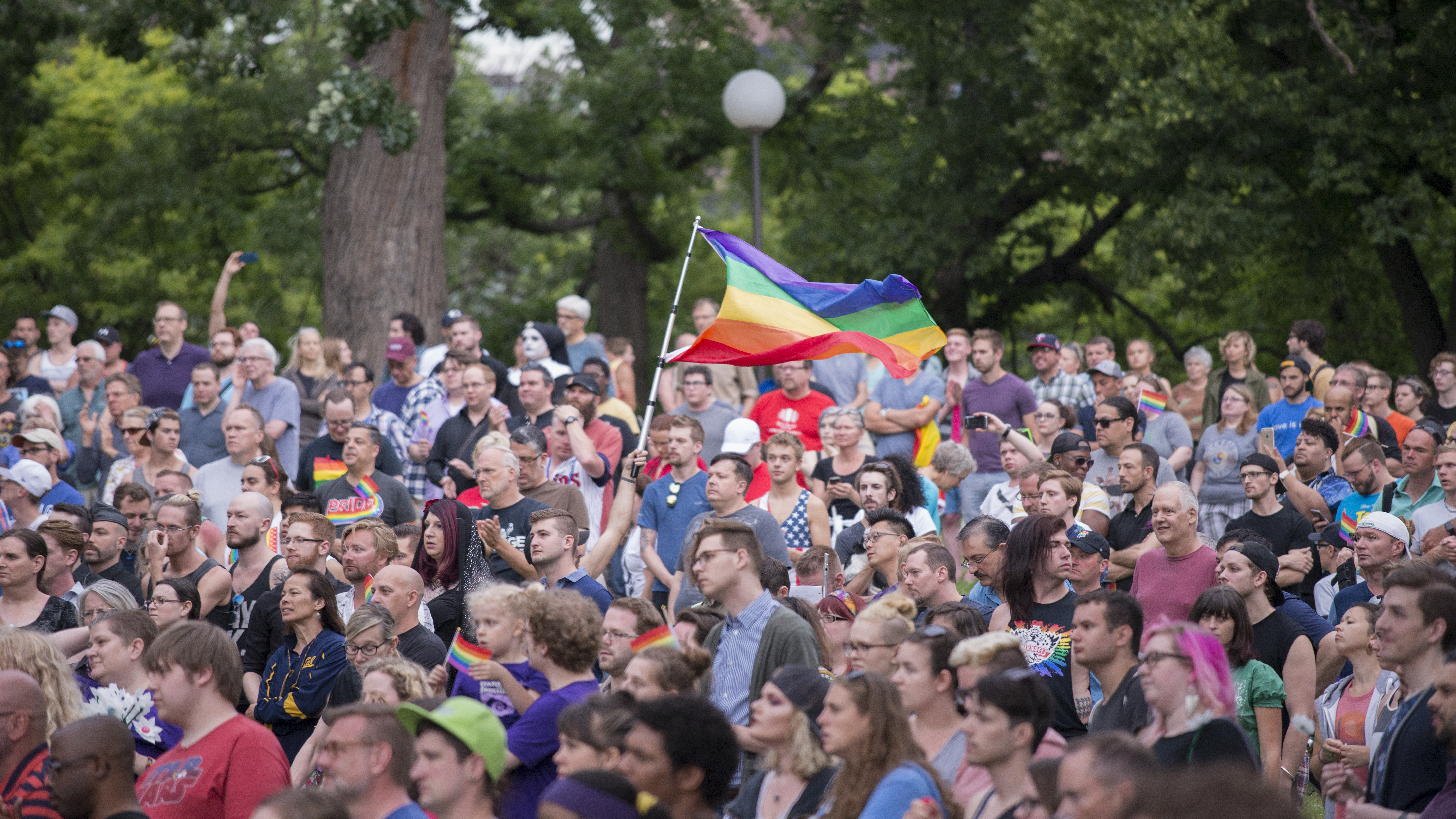
Manifestation de soutien aux victimes de la fusillade du 12 juin 2016 à Orlando.

- 1er juin : inauguration du tunnel de base du Saint-Gothard, long de 57,1 km, soit le plus long tunnel ferroviaire du monde et la première ligne de plaine à travers les Alpes.
- 4 et 5 juin : Garbiñe Muguruza et Novak Djokovic remportent l'édition 2016 du tournoi de Roland-Garros.
- 5 juin : élection présidentielle au Pérou (2e tour), Pedro Pablo Kuczynski est élu.
- 10 juin : ouverture du Championnat d'Europe de football masculin (Euro 2016) en France.
- 12 juin : une fusillade revendiquée par l'État islamique provoque 49 morts dans une discothèque LGBT d'Orlando (Floride).
- 13 juin : l'Union américaine d'astronomie annonce que Kepler-1647 b est la plus grande planète circumbinaire découverte.
- 16 juin : la députée britannique travailliste Jo Cox est assassinée à Birstall.
- 23 juin : les électeurs du Royaume-Uni choisissent par référendum de quitter l'Union européenne.
- 24 juin : désavoué par l'issue du référendum de la veille, le Premier ministre britannique David Cameron annonce sa démission pour l'automne.
- 25 juin : élection présidentielle en Islande, Guðni Th. Jóhannesson est élu.
- 26 juin :
  - élections générales en Espagne.
  - inauguration de l'élargissement du canal de Panama, qui permettra le triplement du tonnage des bateaux empruntant cette voie[8].
- 28 juin : attentat à l'aéroport d'Istanbul en Turquie.
- 29 juin : élections législatives en Mongolie.

### Juillet

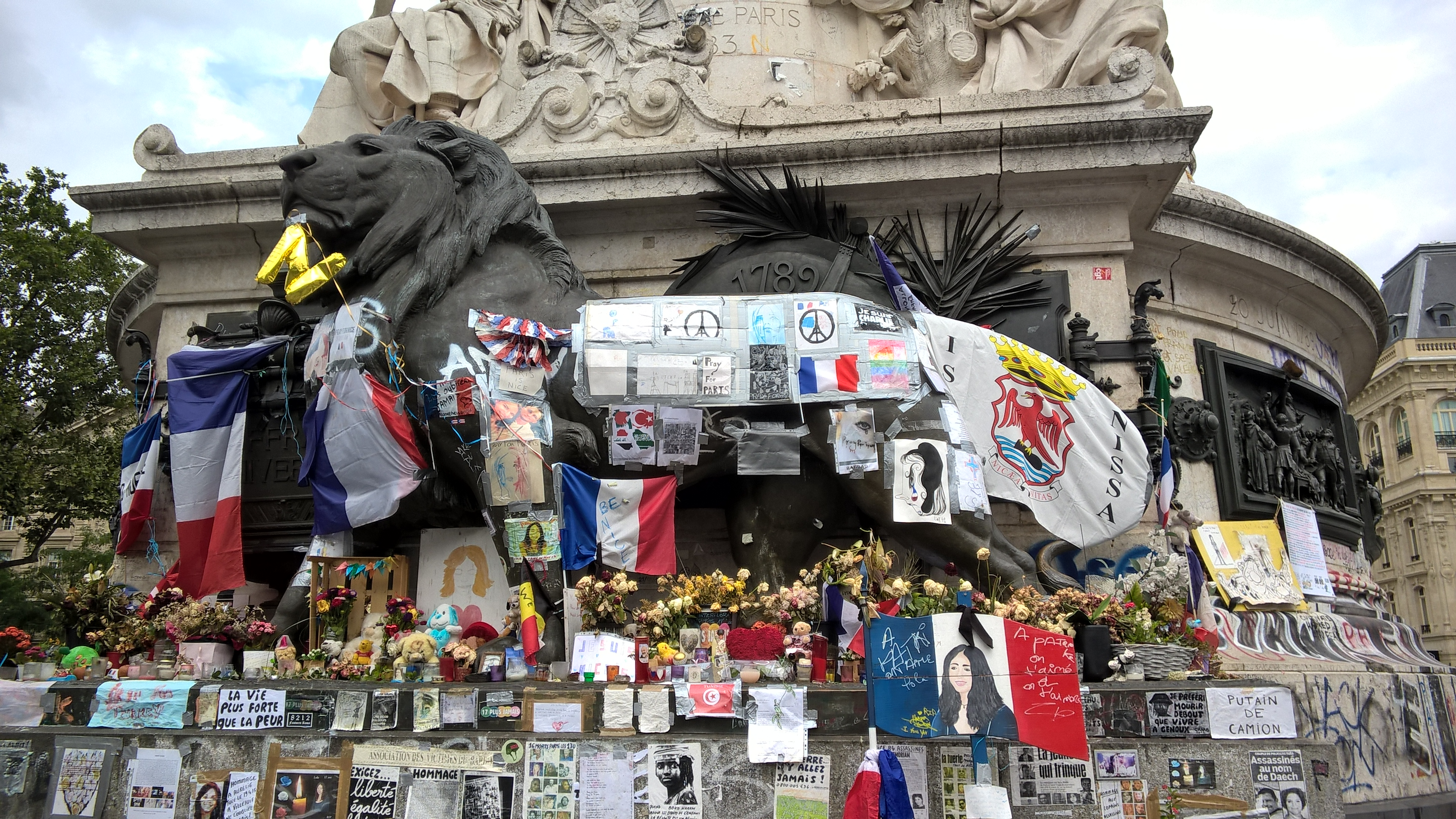
Hommages aux victimes de l'attentat du 14 juillet 2016 à Nice.

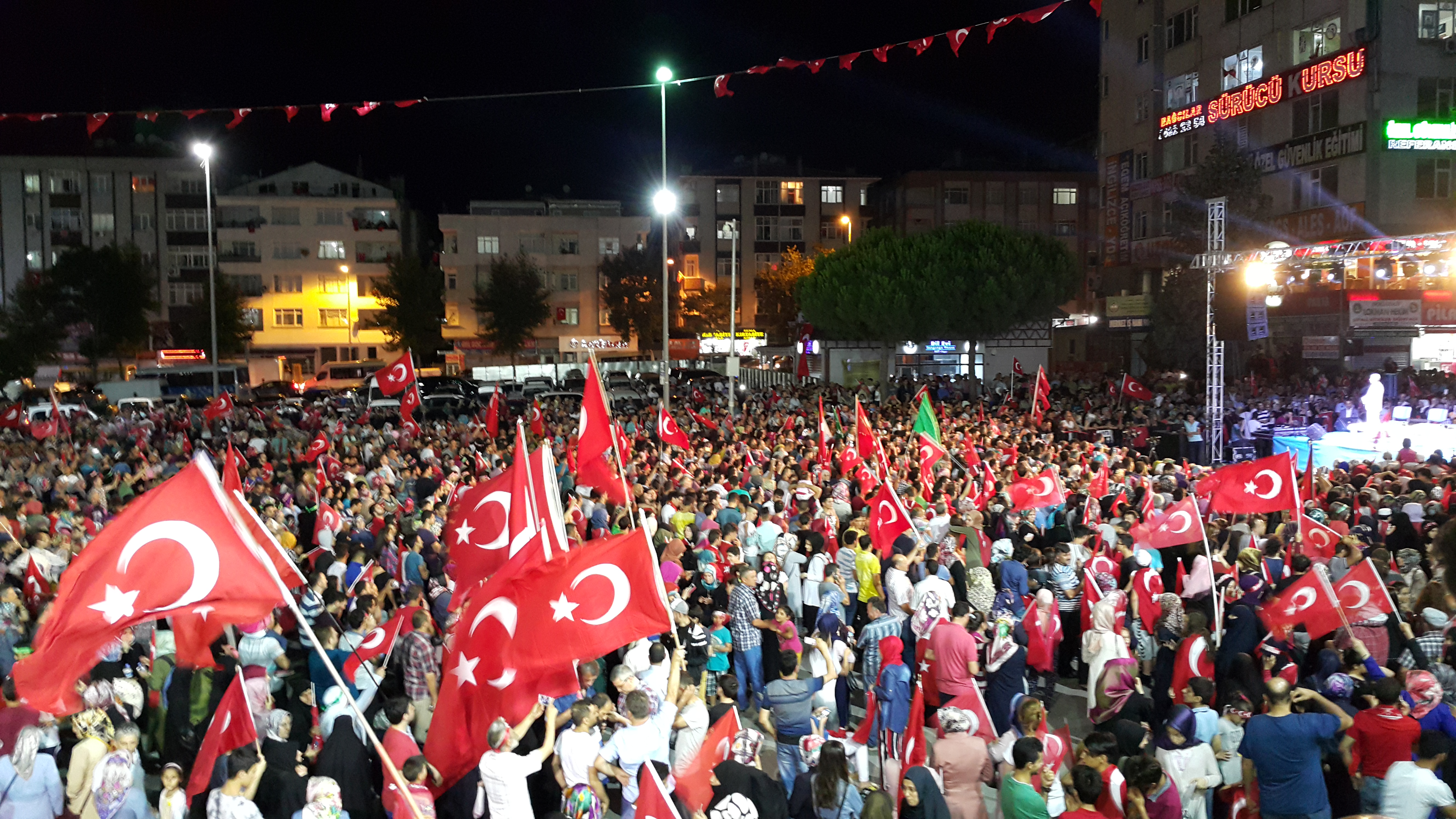
Manifestation contre la tentative de coup d'État en Turquie.

- 1er juillet : fusillade à Dacca (Bangladesh) revendiquée par l'État islamique[9].
- 2 juillet : élections fédérales en Australie.
- 3 juillet : un attentat-suicide à Bagdad (Irak) revendiqué par l'État islamique fait au moins 341 morts et 246 blessés.
- 5 juillet : un attentat-suicide à Hassaké (Syrie), revendiqué par l'État islamique, fait au moins 25 morts et au moins 30 blessés[10],[11]

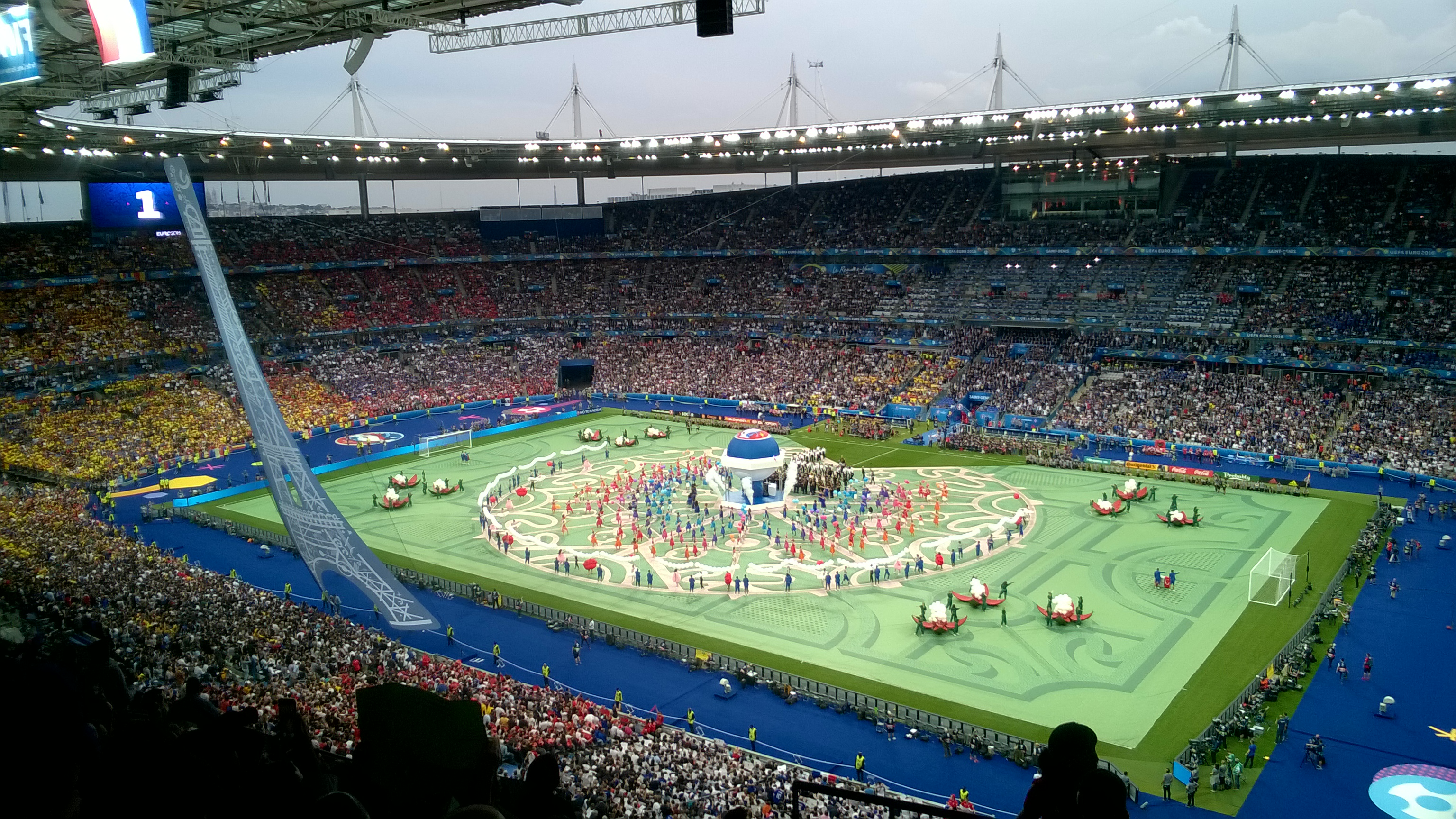
Cérémonie d'ouverture de l'Euro 2016.

- 9 juillet : la joueuse de tennis américaine Serena Williams remporte le tournoi de Wimbledon.
- 10 juillet : Le Portugal vainqueur du Championnat d’Europe de football masculin (Euro 2016).
- 13 juillet : Theresa May remplace David Cameron à la tête du gouvernement britannique.
- 14 juillet : un attentat à Nice en France, revendiqué par l'État islamique, fait 86 morts et plus de 200 blessés[12].
- 15 juillet : tentative de coup d'État en Turquie.
- Du 18 au 21 juillet : Donald Trump et Mike Pence sont investis comme candidats lors de la convention républicaine en vue de l'élection présidentielle aux États-Unis
- 24 juillet : le cycliste anglais Christopher Froome remporte la 103e édition du Tour de France.
- Du 25 juillet au 1er août : Journées mondiales de la jeunesse 2016 à Cracovie en Pologne.
- 26 juillet : attentat de l'église de Saint-Étienne-du-Rouvray en France : la prise d'otages par deux terroristes armés fait trois morts et trois blessés.
- 27 juillet : Michel Barnier est désigné en tant que négociateur pour le retrait du Royaume-Uni de l'Union européenne par la Commission européenne

### Août

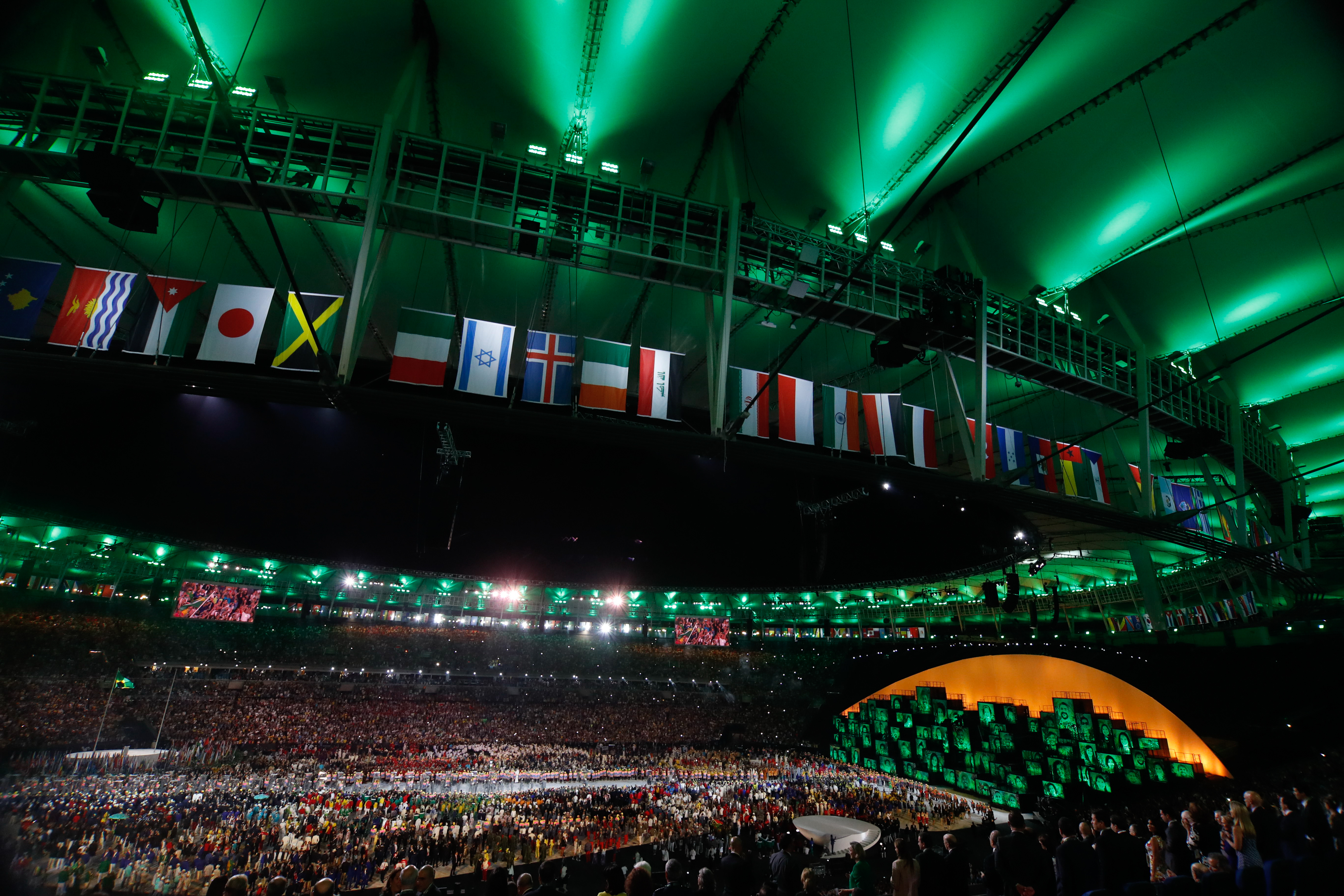
Cérémonie d'ouverture des Jeux olympiques d'été à Rio de Janeiro.

- 1er août : raids américains sur les positions de l'État islamique à Syrte en Libye[13].
- Du 5 au 21 août : Jeux olympiques d'été de 2016 à Rio de Janeiro au Brésil.
- 8 août : un attentat-suicide, revendiqué par les groupes État islamique et Jamaat-ul-Ahrar, fait au moins 70 morts et une centaine de blessés à Quetta, au Pakistan.
- 20 août : un attentat perpétré en plein mariage par l'État islamique fait au moins 50 morts à Gaziantep, en Turquie.
- 24 août : un séisme de magnitude 6,2 frappe le centre de l'Italie, provoquant la mort de 298 personnes.
- 28 août : élection présidentielle au Gabon réélection d'Ali Bongo.
- 29 août : le cessez-le-feu historique signé entre les FARC et l'État colombien entre en vigueur ;
- 31 août : Dilma Rousseff est destituée, Michel Temer devient formellement président du Brésil.

### Septembre
- 1er septembre : éclipse solaire annulaire visible en République du Congo, en République démocratique du Congo, à Madagascar et à La Réunion.
- 2 septembre : décès d'Islam Karimov, président de l'Ouzbékistan ; Nigmatilla Yoldoshev assure l'intérim.
- 4 septembre : Mère Teresa est canonisée par le pape François et devient ainsi sainte Teresa de Calcutta
- Du 7 au 8 septembre : le 28e Sommet de l'ASEAN se tient à Vientiane au Laos
- Du 7 au 18 septembre : Jeux paralympiques d'été à Rio de Janeiro au Brésil.
- 9 septembre : essai nucléaire de la Corée du Nord.
- 10 septembre : un séisme de magnitude 5,7 frappe le nord-ouest de la Tanzanie
- 11 septembre : le cycliste colombien Nairo Quintana remporte la 71e édition du Tour d'Espagne.
- 16 septembre : sommet des Chefs d'État des 27 pays de l'Union européenne à Bratislava (pour la première fois sans les Britanniques).
- 18 septembre : élections législatives en Russie.
- 23 septembre : une fusillade provoque 5 morts dans un centre commercial de Burlington (Washington) aux États-Unis
- 28 septembre : à Alger, les membres de OPEP se mettent d'accord pour limiter la production de pétrole pour soutenir le prix du brut (moins 700 000 barils par jour).
- 30 septembre : fin de mission pour la mission spatiale Rosetta.

### Octobre
- 1er octobre - 8 octobre : l'ouragan Matthew passe sur les Antilles et la Floride. Il cause la mort de près de 900 personnes notamment en Haïti.
- 2 octobre : en Colombie, l'accord de paix entre le gouvernement et les FARC est rejeté par référendum ;
- 7 octobre : élections législatives au Maroc.
- 8 octobre : élections législatives en Géorgie.
- 9 et 23 octobre : élections législatives en Lituanie.
- 10 octobre : au Conseil de sécurité des Nations unies, la Russie oppose son véto à une résolution française qui exigeait l’arrêt immédiat des bombardements sur Alep.
- 13 octobre : l'Assemblée générale de l'ONU désigne le portugais Antonio Guterres pour occuper le poste de Secrétaire général au 1er janvier 2017.
- 13 octobre : mort du roi Rama IX de Thaïlande à l'âge de 88 ans après 70 ans de règne.
- 17 octobre : début de la bataille de Mossoul en Irak.
- 26 octobre : le tombeau du Christ est ouvert pour la première fois depuis 1810.
- 29 octobre : en Espagne, Mariano Rajoy est investi pour former un nouveau gouvernement après 10 mois de blocage.
- 30 octobre : signature de l'Accord économique et commercial global entre le Canada et l'Union européenne

### Novembre

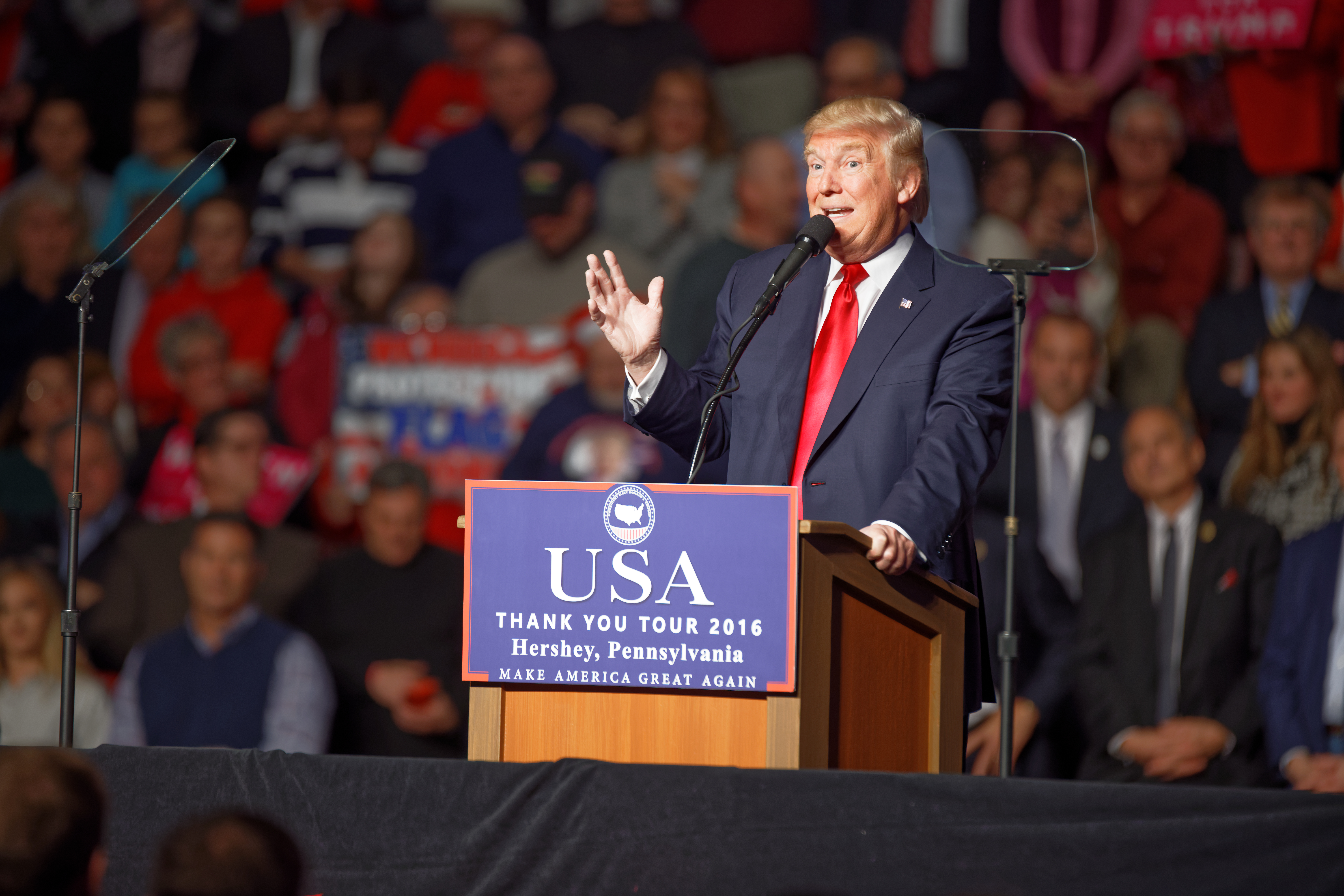
Le président élu des États-Unis, Donald Trump, lors d'un meeting.

- 4 novembre : premier attentat revendiqué par l’État islamique en Turquie ;
- 6 novembre :
  - élection présidentielle (1er tour) et référendum en Bulgarie ;
  - élections générales au Nicaragua ;
  - Vendée Globe 2016-2017 : départ de la course.
- 7 au 18 novembre : Conférence de Marrakech (COP22) au Maroc.
- 8 novembre : élection présidentielle aux États-Unis : Donald Trump est élu 45e président des États-Unis.
- 13 novembre : élection présidentielle en Bulgarie (2e tour) Roumen Radev est élu.
- 14 novembre : une super lune est visible un peu partout dans le monde.
- 20 novembre : élection présidentielle, législatives (2e tour) et sénatoriales en Haïti. Jovenel Moïse est élu à la présidence dès le premier tour du scrutin.
- 24 novembre : le Parlement européen demande à la Commission européenne de suspendre la procédure d'adhésion de la Turquie à l'Union européenne.
- 28 novembre : le vol 2933 LaMia Airlines s'écrase en Colombie avec 77 personnes à bord, dont l'équipe de football de Chapecoense.

### Décembre

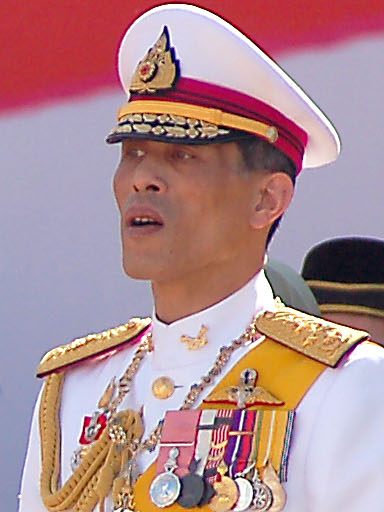
Rama X, proclamé Roi de Thaïlande le.

- 1er décembre : le prince Vajiralongkorn est proclamé roi de Thaïlande sous le nom dynastique de Rama X.
- 4 décembre :
  - élection présidentielle en Autriche (2e tour) remportée par Alexander Van der Bellen.
  - référendum constitutionnel en Italie, à la suite de la victoire du « non », le président du Conseil Matteo Renzi démissionne de ses fonctions.
  - élection présidentielle en Ouzbékistan Shavkat Mirziyoyev est élu.
- 6 décembre : en France, Bernard Cazeneuve est nommé Premier ministre après la démission de Manuel Valls.
- 7 décembre : Élection présidentielle au Ghana. Nana Akufo-Addo est élu à la présidence de la république.
- 11 décembre :
  - élections législatives en Macédoine ;
  - élections législatives en Roumanie.
- 12 décembre : en Italie, à la suite de la démission de Matteo Renzi, Paolo Gentiloni est nommé président du Conseil.
- 18 décembre : élections législatives en Côte d'Ivoire.
- 19 décembre :
  - assassinat d'Andreï Karlov, l'ambassadeur de Russie en Turquie, à Ankara en Turquie ;
  - attaque contre un marché de Noël à Berlin en Allemagne.
- 22 décembre : fin de la bataille d'Alep, les derniers rebelles et civils assiégés sont évacués et le régime syrien et ses alliés reprennent le contrôle total de la ville.
- 25 décembre : un avion russe Tupolev Tu-154 s’abîme en mer Noire avec 92 passagers dont plus de 60 membres de l'Ensemble Alexandrov.
- 31 décembre : ajout d'une seconde intercalaire à minuit (GMT).

## Distinctions internationales

### Prix Nobel
Les lauréats du Prix Nobel en 2016 sont :
- Prix Nobel de chimie : James Fraser Stoddart, Ben Feringa et Jean-Pierre Sauvage.
- Prix Nobel de littérature : Bob Dylan.
- Prix Nobel de la paix : Juan Manuel Santos (Colombie) .
- Prix Nobel de physiologie ou médecine : Yoshinori Ohsumi.
- Prix Nobel de physique : John M. Kosterlitz, Duncan Haldane et David J. Thouless.
- « Prix Nobel » d'économie : Oliver Hart et Bengt Holmström.

### Autres prix
- Prix Pritzker (architecture) :  Rafael Aranda, Carme Pigem et Ramon Vialta (RCR Arquitectes).

## Décès en 2016

Fidel Castro.

Personnalités majeures décédées en 2016

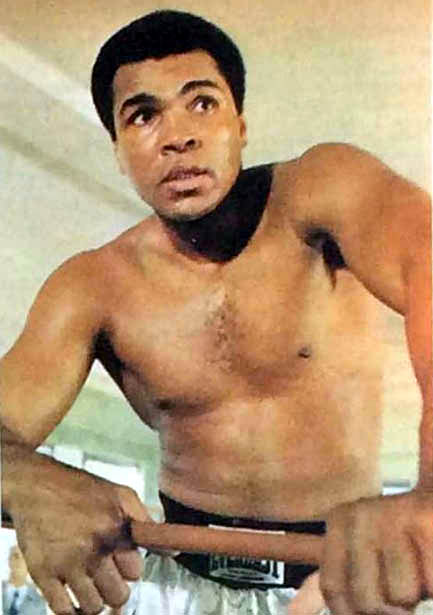
Mohamed Ali.

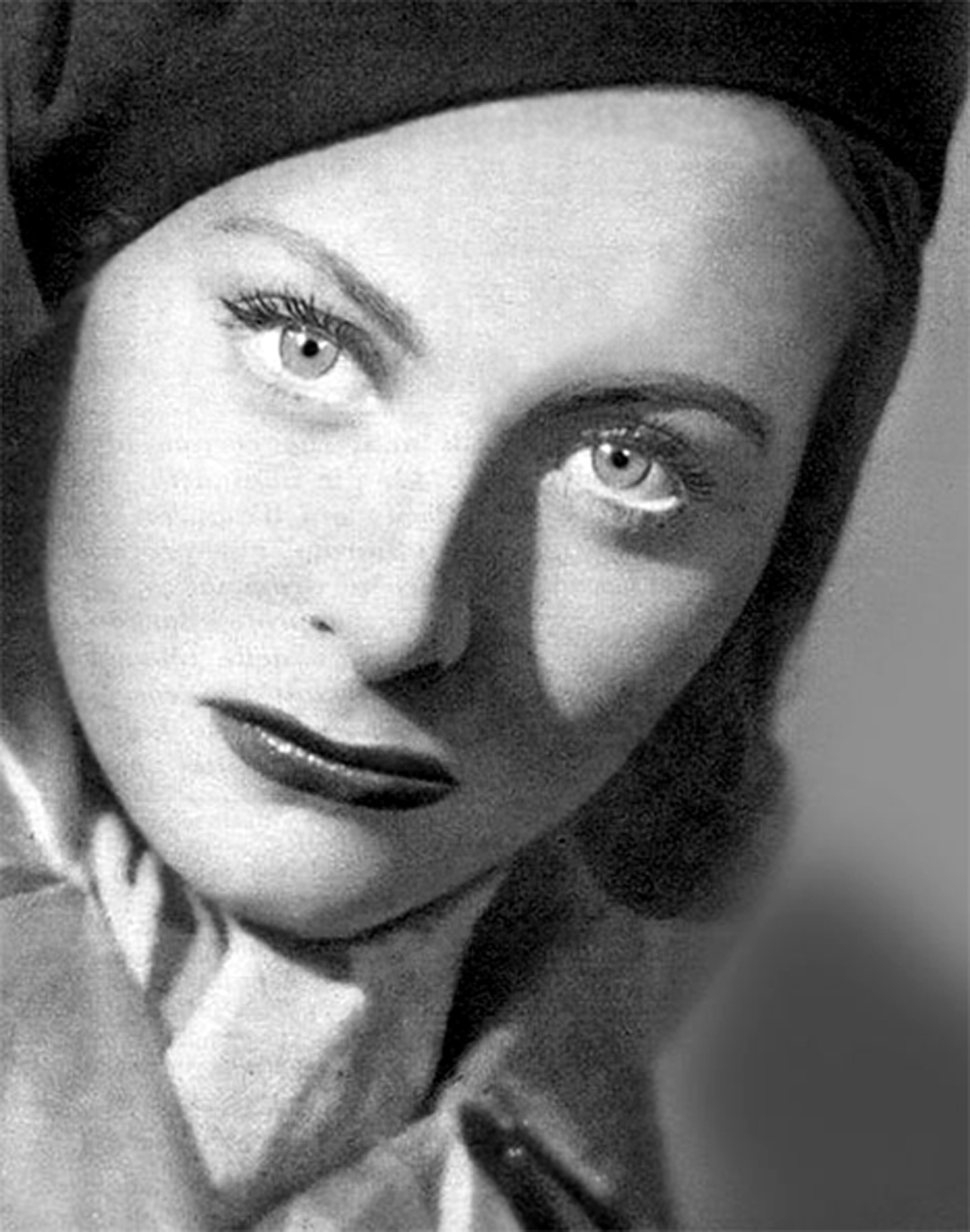
Michèle Morgan.

- 2 janvier : Michel Delpech (chanteur français)
- 4 janvier : Michel Galabru (acteur français)
- 5 janvier : Pierre Boulez (compositeur français)
- 10 janvier : David Bowie (chanteur britannique)
- 18 janvier : Michel Tournier (écrivain français)
- 19 janvier : Ettore Scola (cinéaste italien)
- 19 février : Umberto Eco (écrivain et sémiologue italien)
- 24 mars : Johan Cruyff (footballeur néerlandais)
- 27 mars : Alain Decaux (historien français)
- 21 avril : Prince (chanteur américain)
- 3 juin : Mohamed Ali (boxeur américain)
- 2 juillet : Michel Rocard (homme politique français)
- 2 juillet : Elie Wiesel (écrivain américain)
- 24 août : Michel Butor (écrivain français)
- 28 septembre : Shimon Peres (homme politique israélien)
- 8 octobre : Pierre Tchernia (animateur de télévision et cinéaste français)
- 25 novembre : Fidel Castro (homme politique cubain)
- 20 décembre : Michèle Morgan (actrice française)